# Millennium Stadium
Il Millennium Stadium (in gallese Stadiwm y Mileniwm) è un impianto sportivo polivalente, ma principalmente rugbistico, di Cardiff, città del Regno Unito capitale del Galles.
Costruito tra il 1997 e il 1999, anno della sua inaugurazione, sorge nel complesso di Arms Park, un'area del centro cittadino lungo il corso del fiume Taff, sullo stesso sito del preesistente National Stadium, del quale conserva una delle tribune, divenuta una curva nel nuovo impianto.
A propria volta, il National Stadium aveva visto la luce nel 1969 dopo la suddivisione del terreno in cui sorge anche il limitrofo Cardiff Arms Park, che dal 1999 confina con il Millennium Stadium lungo la citata tribuna sopravvissuta alla demolizione.
Lo stadio è sede degli incontri della squadra nazionale gallese di rugby e, fino al 2009, lo fu continuativamente anche di quella calcistica, successivamente migrata al Cardiff City Stadium.
Costruito in previsione della Coppa del Mondo di rugby 1999 (alla lettera, in italiano, il suo nome è traducibile Stadio del millennio) della cui finale fu sede, accolse gare di altre tre edizioni di tale manifestazione fino al 2015; ivi si tennero anche gare del torneo olimpico maschile e femminile di Londra 2012 e, in ambito di club, ospitò la finale di cinque edizioni della Coppa Europa di rugby nonché di un'edizione della Champions League di calcio.
Tra il 2001 e il 2006, inoltre, fornì sostegno logistico alla federazione e alla lega calcio inglesi durante la ricostruzione dello stadio di Wembley ospitando le finali di FA Cup, Football League Cup e Community Shield.
La capacità dell'impianto è di 73 931 posti a sedere e da gennaio 2016 esso è noto con il nome commerciale di Principality Stadium.

## Storia

### Arms Park e il National Stadium
Il sito dove sorgono lo stadio e il suo limitrofo Cardiff Arms Park è frutto di un dono alla collettività da parte dei marchesi di Bute che a metà XIX secolo, dopo aver concesso dei loro terreni per la deviazione del fiume Taff al fine di costruirvi una linea ferroviaria, cedettero il rimanente per usi ricreativi.
Vi nacque quindi quello che fu noto come Cardiff Arms Park che fino alla fine degli anni 1960 fu l'unico impianto nell'area.

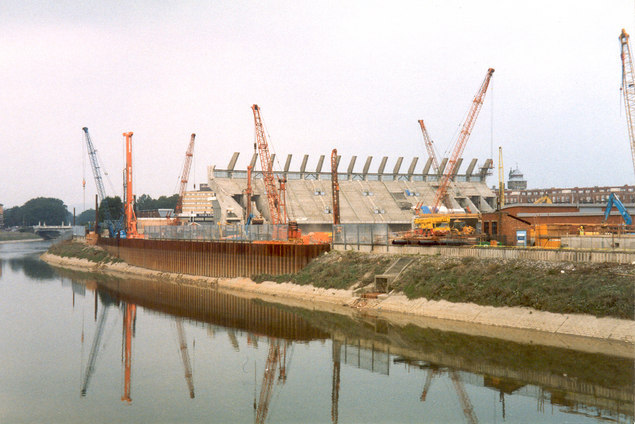
L'unica tribuna del National Stadium risparmiata dalla demolizione e, oggi, gradinata nord del Millennium Stadium

Nel 1967 Ken Harris, tesoriere della Welsh Rugby Union, ottenne una concessione dal Cardiff Athletic Club su parte del terreno, quello occupato dall'ex campo di cricket, e diede l'avvio all'edificazione del National Stadium; i primi lavori, eseguiti da un consorzio di imprese edili e di ingegneria su un progetto del 1962 dello studio Osborne V. Webb & Partners, furono completati nel 1969 con l'apertura di una struttura la quale, benché incompleta, era idonea a ospitare pubblico, anche se in maggioranza in piedi.
Nei successivi 15 anni lo stadio fu infatti sottoposto in più fasi a continui lavori di ampliamento, con variazioni di capacità.
Nel 1977 fu aggiunta la tribuna occidentale e nel 1979 quella orientale; a gennaio 1984 la struttura fu terminata con l'aggiunta della tribuna meridionale e la capacità massima fu portata a 65000 spettatori.
La prima partita dopo il completamento fu l'incontro d'apertura del Cinque Nazioni 1984 tra Galles e Scozia.
Il costo finale dell'impianto ammontò a 9000000 £.
Con tale configurazione lo stadio ospitò alcuni incontri della fase a gironi, oltre che la finale per il terzo posto della Coppa del Mondo di rugby 1991, ma in seguito la sua capacità fu ridotta per motivi di sicurezza a 53000, 11000 dei quali in piedi.
Successivi adattamenti portarono la capacità a 47500 posti completamente a sedere, insufficienti per appuntamenti come il Cinque Nazioni e, soprattutto, la Coppa del Mondo la cui edizione 1999 il Galles si vide assegnare con più di 3 anni di preavviso.
Fu decisa quindi la costruzione di un nuovo stadio sullo stesso sito e, nell'aprile del 1997, appena 13 anni dopo il suo completamento, il National Stadium fu demolito per iniziare i lavori di costruzione del nuovo impianto.

### Il Millennium Stadium

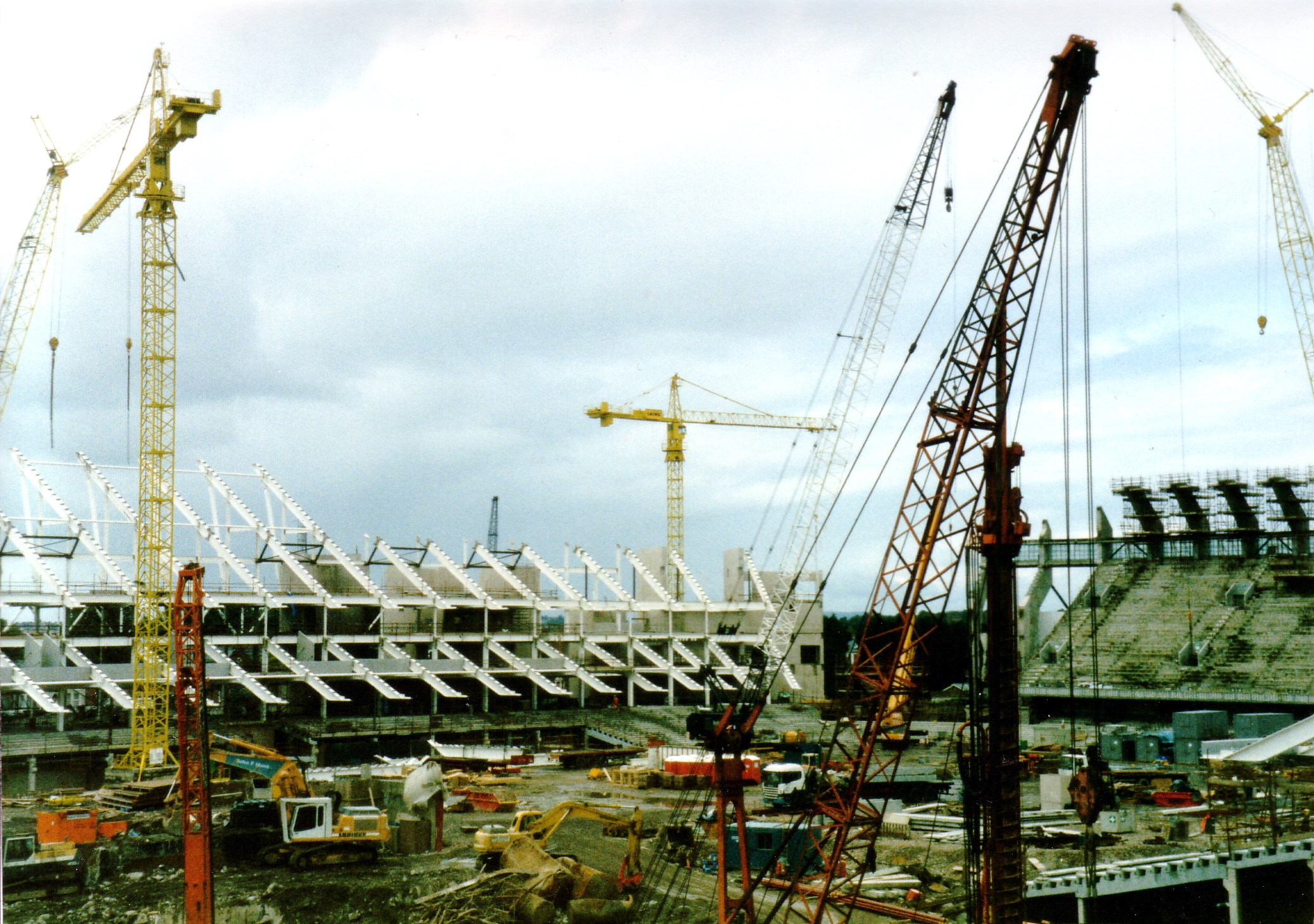
Lo stadio in costruzione nel 1998

Il progetto dello stadio, sotto la supervisione dell'architetto anglo-australiano Rod Sheard per Lobb Sport Architecture, successivamente studio Populous, fu realizzato dal contraente generale Laing.
Per quanto riguardava la meccanica della copertura retraibile dell'impianto la consulenza ingegneristica fu a cura dalla britannica WS Atkins, mentre quella a cura dell'italiana Cimolai, specializzata in strutture tubolari, fu al servizio della realizzazione del telaio degli spalti, del tetto e del sostegno della citata copertura retraibile.
Oltre alla demolizione di tre quarti del National Stadium (quella che un tempo ne era la tribuna settentrionale, poi divenuta curva dopo la rotazione del nuovo impianto di novanta gradi, non poté essere demolita), il progetto prevedeva anche la soppressione di una piscina confinante nonché la distruzione e spostamento di un edificio tecnico di una compagnia di telecomunicazioni in cui erano attestati milioni di doppini telefonici.
Lo stadio, il cui costo era preventivato in 121000000 £, fu inaugurato ancora incompleto il 26 giugno 1999 con una vittoria per 29-19 del Galles sul Sudafrica, prima affermazione di sempre dei britannici sugli Springbok.
Gran parte del finanziamento provenne dalle casse di Millennium Stadium plc, la società costituita da Welsh Rugby Union per amministrare lo stadio; 46 milioni furono raccolti tramite fondi della lotteria mentre ulteriori 6 milioni furono destinati a ristrutturazione dell'arredo urbano.
Il costo lievitò tuttavia fino a 181000000 £, da imputarsi principalmente alle maggiorate spese di costruzione, salite fino a 140000000.

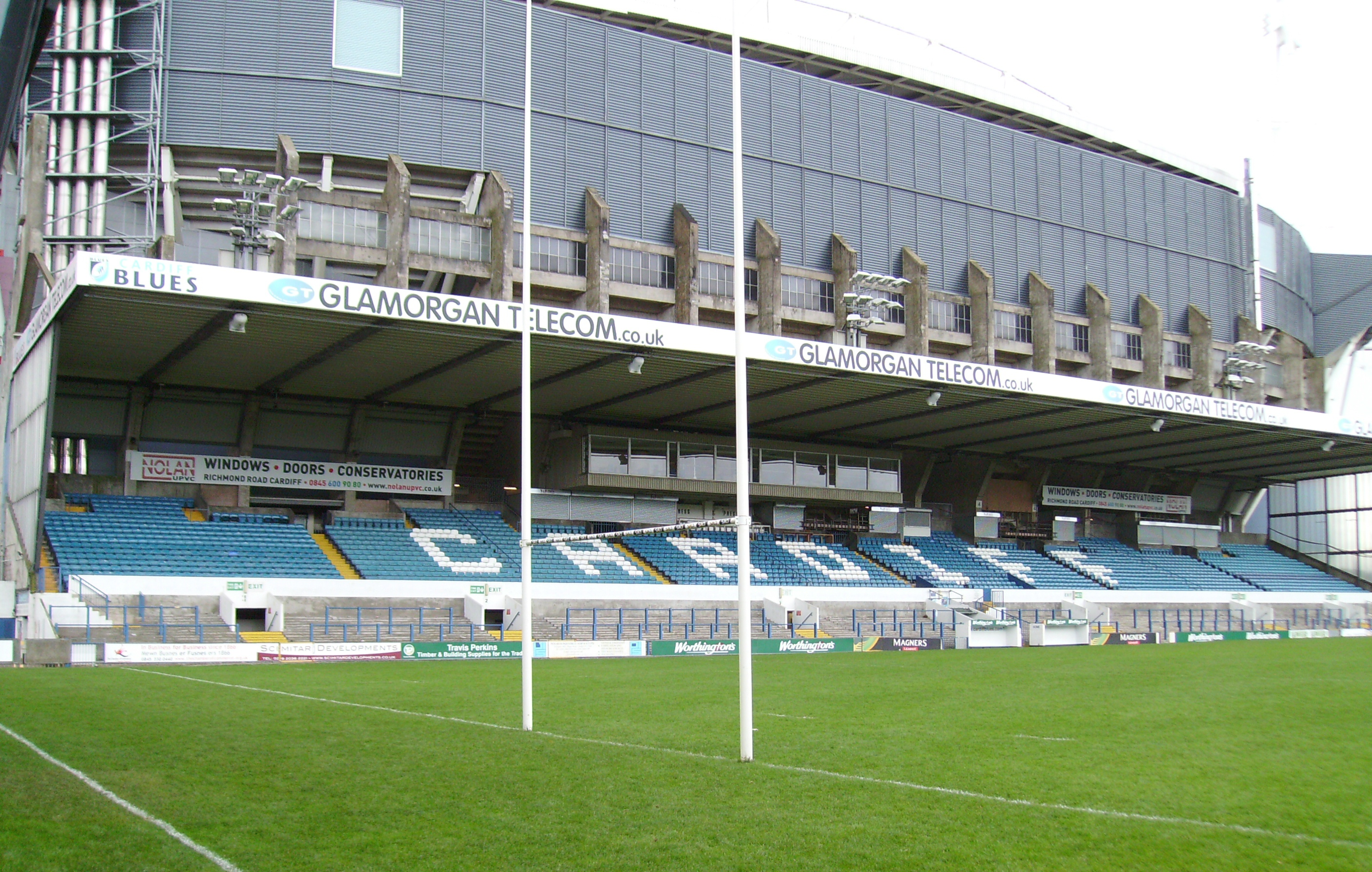
Tribuna meridionale dell'Arms Park, sostenuta dalla gradinata nord del Millennium Stadium nota come Glanmor’s Gap

Inoltre, benché ufficialmente aperto, lo stadio non disponeva ancora della certificazione di agibilità, indispensabile per potere ospitare un torneo in maniera continuativa come la Coppa del Mondo di rugby 1999; in aggiunta a ciò, non furono consegnati prima di agosto al comitato organizzatore della Coppa le documentazioni con le caratteristiche tecniche degli impianti, incluse quelle sulla capienza autorizzata, il che rese impossibile pianificare il numero di biglietti da mettere in vendita.
La certificazione di agibilità giunse solo a settembre, un mese prima dell'inizio della Coppa del Mondo, benché ancora privo di mappature dei posti, delle uscite di sicurezza, degli ingressi e delle zone di conforto, che causò ritardi notevoli nella messa a disposizione dei biglietti: per ogni evenienza fu persino contemplata l'eventualità di disputare la finale a Londra al vecchio stadio di Wembley, in uso alla federcalcio inglese.
Lo stadio fu comunque messo a disposizione del comitato organizzatore in tempo per l'inizio del torneo, e ivi si tennero sette incontri, quattro dei quali nella fase a gironi e tre nei play-off, tra cui la finale per il terzo posto, vinta dal Sudafrica 22-18 sulla Nuova Zelanda, e quella per il primo posto, in cui l'Australia batté la Francia 35-12.
La competizione si tenne su un tappeto di erba naturale messo in opera dalla compagnia statunitense GreenTech ITM.

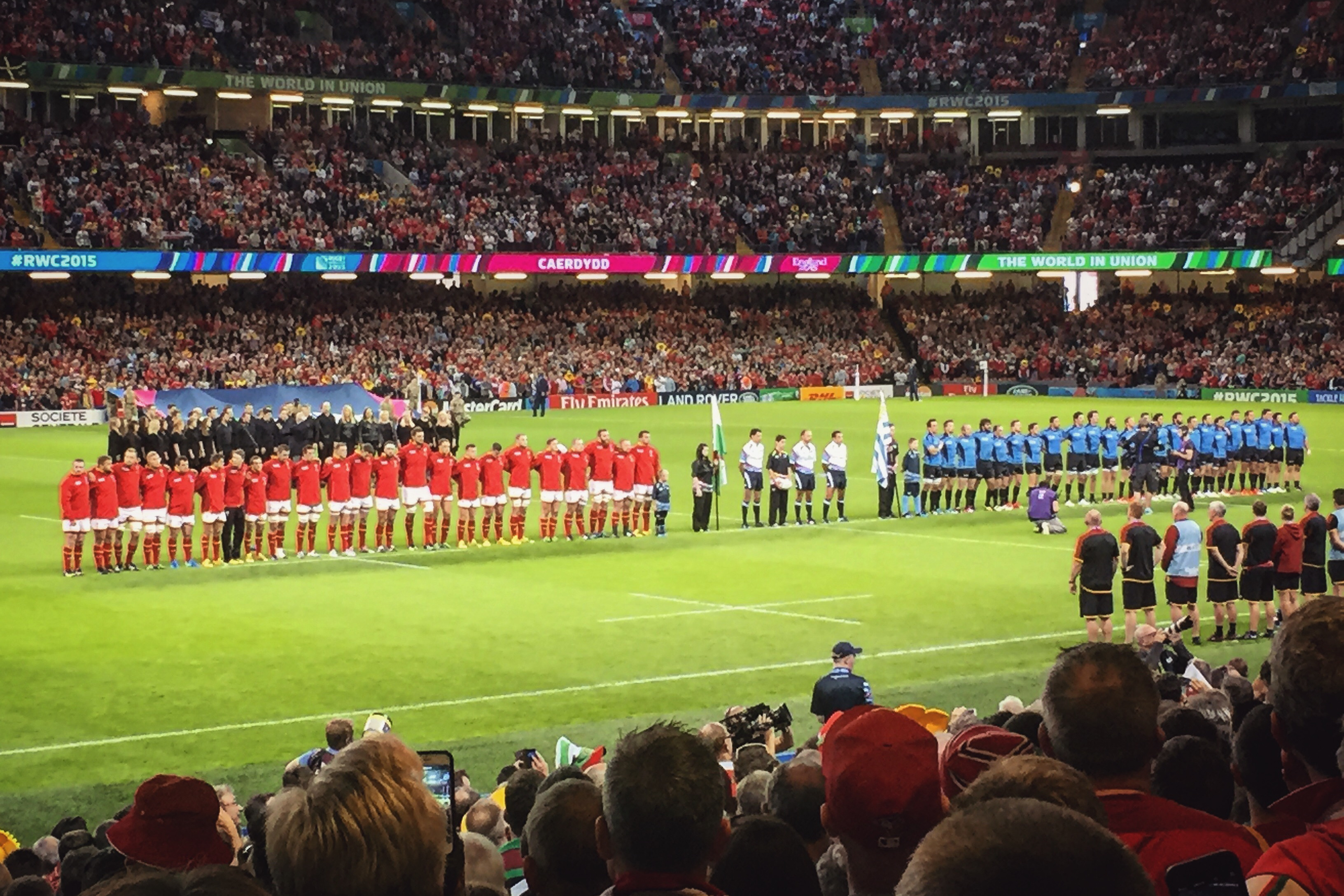
Le squadre di e schierate durante la

Nel 2000 la Football Association, la federcalcio inglese, si accordò con la Welsh Rugby Union per la disputa al Millennium Stadium delle finali delle successive tre edizioni della FA Cup (la Coppa d'Inghilterra) al fine di far fronte ai lavori di demolizione e ricostruzione dello stadio londinese di Wembley; nel quadro di un accordo più globale, Cardiff sostituì Londra anche nell'allestimento della Charity Shield (successivamente Community Shield), della finale di Coppa di Lega e di quelle di seconda e terza divisione inglese.
A causa dell'allungamento dei tempi di realizzazione di Wembley, l'accordo fu prolungato fino al 2005 e ancora, in via cautelativa, di un'ulteriore stagione fino al 2006: le precauzioni della Football Association si rivelarono a posteriori giustificate perché un ritardo nei tempi di consegna dello stadio londinese rese necessario, per un'ultima volta, usare il Millennium per l'organizzazione di tutte le finali nazionali.
Nel 2003 fu assegnata alla Francia l'organizzazione della Coppa del Mondo di rugby 2007, e il Millennium fu uno degli stadi fuori dai confini nazionali scelti dalla Fédération Française de Rugby per dare sostegno logistico alla manifestazione: più nel dettaglio, ospitò tre partite nella fase a gironi più un quarto di finale, quello in cui la Francia batté a sorpresa la Nuova Zelanda.
Nel 2015 lo stadio ospitò la sua terza Coppa del Mondo di rugby: fu l'unica installazione fuori dall'Inghilterra, federazione organizzatrice, ad accogliere gare di tale edizione di torneo.
Con 8 incontri ospitati, fu la seconda sede più utilizzata della competizione dopo il londinese stadio di Twickenham.
In ambito di club, altresì, il Millennium Stadium ha ospitato cinque finali di Heineken Cup, la maggiore competizione per squadre di rugby a 15 d'Europa, tra il 2002 e il 2014; in tale stadio si sono laureati campioni continentali gli inglesi Leicester, gli irlandesi Munster (due volte) e Leinster, e i francesi del Tolone.
In seguito a un accordo di sponsorizzazione stipulato a settembre 2015 con la compagnia gallese di costruzioni e mutui fondiari Principality Building Society, l'impianto assunse il nome di Principality Stadium; il 22 gennaio 2016 avvenne la presentazione ufficiale dell'impianto così rinominato e a indicarne il nuovo nome vi è da allora un'insegna bilingue inglese e gallese (Stadiwm Principality) apposta sul fronte orientale dell'edificio verso Westgate Street.
Il diritto di naming ha, salvo rinnovi, una durata di dieci anni.

## Caratteristiche

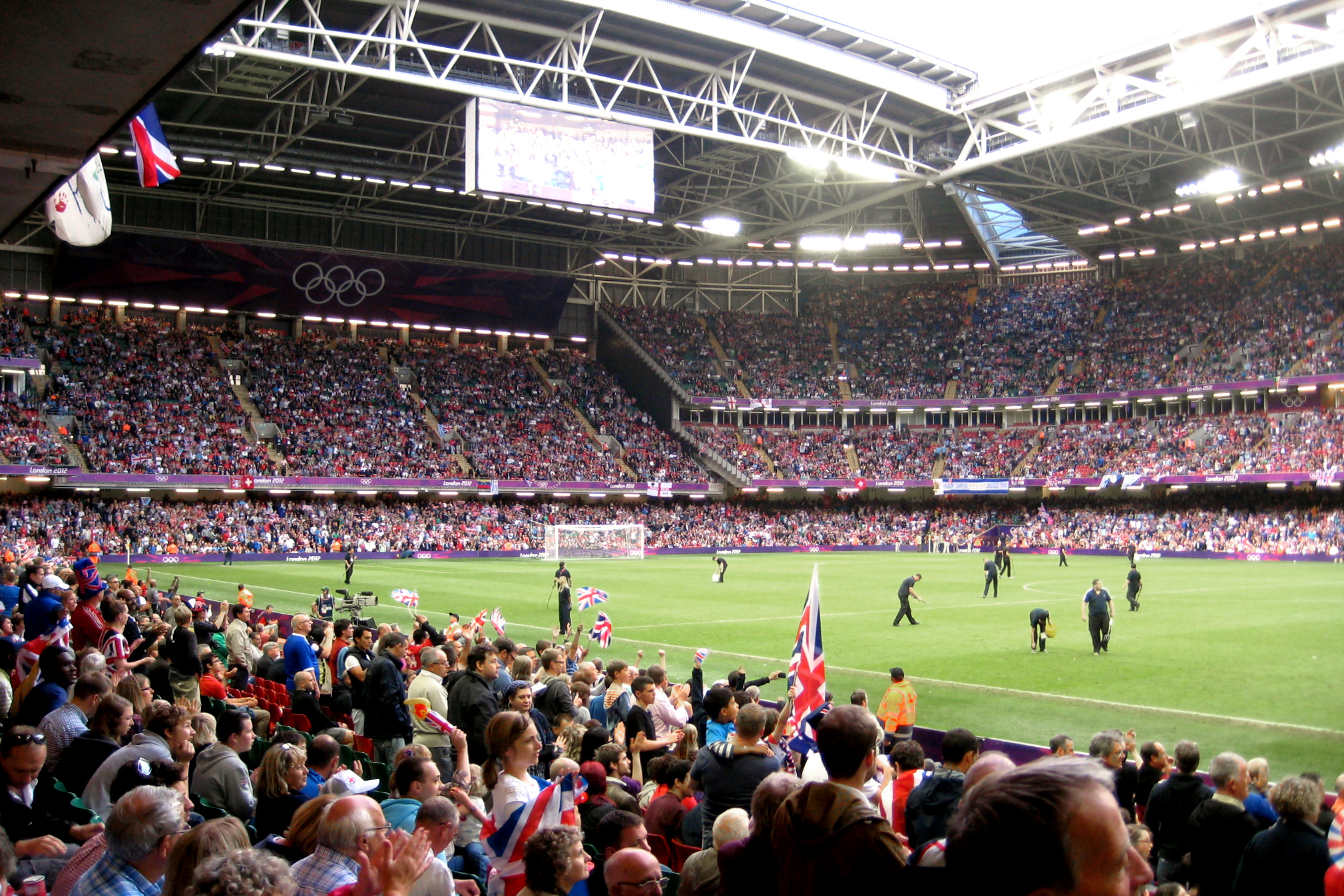
La gradinata nord (a sinistra), nota come Glanmor's Gap durante il torneo olimpico di calcio 2012: si notino i suoi due ordini di posti invece di tre

Come detto, il Millennium sorge sul sito del pre-esistente National Stadium, costruito in varie fasi tra il 1969 e il 1984 e, di conseguenza, in esercizio nella configurazione completa per solo 13 anni.
Problemi strutturali impedirono la demolizione totale del National Stadium: per opposizione del Cardiff Athletic Club, infatti, una delle gradinate fu lasciata in sito in quanto facente funzioni di sostegno della tribuna sud dell'adiacente Arms Park.
Questo portò a un disegno insolito nell'andamento interno delle tribune: tre quarti dello stadio — le due tribune e la gradinata sud — è realizzato su tre ordini di posti mentre la gradinata nord ne ha solo due.
La visibile discontinuità di disegno con il resto delle gradinate è valso alla tribuna il soprannome di Glanmor’s Gap dal nome di Glanmor Griffiths, all'epoca direttore della Welsh Rugby Union che non riuscì a ottenere la demolizione completa del vecchio impianto.

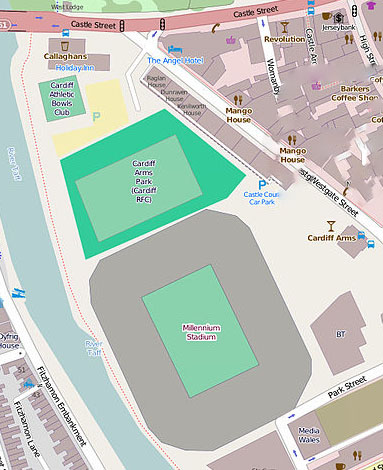
Mappa del Millennium Stadium (in basso) con il confinante Arms Park

Primo stadio del Regno Unito con tetto scorrevole, al momento dell'inaugurazione era anche il più capiente del Paese.
Lunghezza e larghezza fuori tutto della struttura ammontano a 222 × 181 m, per un'area totale di circa 40200 m².
L'orientamento del campo da gioco, che si trova 4 m sotto il piano stradale, è nord-sud, a differenza del vecchio National Stadium in cui era est-ovest.
Elemento rilevante della struttura, in cemento armato, è il sostegno costituito da quattro torri d'acciaio alte 90 metri sul piano stradale, edificate ai quattro angoli esterni dello stadio.
I tubi di dette torri di sostegno hanno una sezione di 915 mm; a mezz'altezza di ciascuna torre si dipartono due travi sospese orizzontali, una aggettante 26 m verso l'esterno della struttura e l'altra 49 m verso l'interno; le estremità di tali due travi sono ancorate tramite cavi d'acciaio alla sommità della torre.
Un ulteriore gruppo di cavi àncora alla base di ogni torre l'estremità esterna di ogni trave, sì da permettere il trasferimento del peso dal tetto alle fondamenta.
Tale struttura così realizzata ha funzioni di sostegno del tetto, realizzato anch'esso in acciaio tubolare prodotto dalla Cimolai.
Il tetto si trova a 29 m sopra il piano stradale ed è richiudibile tramite due pannelli scorrevoli di alluminio delle dimensioni ciascuno di 76 × 55 m e del peso totale di 560 t azionati da due motori idraulici; i pannelli sono alti 8 m nel loro punto di massimo spessore e sono attrezzati per garantire isolamento acustico, respingere l'umidità e raccogliere l'acqua piovana in canali appositamente realizzati lungo il perimetro di ciascuno di essi.
Il tetto è accessibile grazie a due camminamenti anulari sospesi: tramite di essi è possibile effettuare la manutenzione dei 1 650 rilevatori di fumo, 1 512 altoparlanti e i 110 fari da 1,8 kW di potenza ciascuno installati nella copertura dell'impianto.
Le gradinate, fatta eccezione per quella preesistente, sono realizzate in cemento precompresso e montato in opera; l'anello superiore ospita 33 000 spettatori, quello centrale 18 000 e quello inferiore 23 500.
In totale furono necessari circa 40000 t di cemento, 16000 t di acciaio (12 000 per le strutture e 4 000 per i rinforzi), 34000 m² di mattoni in cemento, 24000 m² di rivestimento (di cui 8 000 di alluminio) e 1 350 pali di fondazione.
Il contraente generale fu Laing plc che, se dal punto di vista operativo rispettò i tempi di consegna e le specifiche di gara, lamentò tuttavia una perdita economica di circa 5000000 £ per la realizzazione dello stadio, dovuta al fatto che l'appalto prevedeva un tetto al guadagno massimo garantito e in fase di presentazione dell'offerta erano state fatte previsioni errate sui costi da sostenere.
In conseguenza di ciò Laing decise di rivedere la sua politica circa la partecipazione a gare d'appalto di grandi opere.
La superficie di gioco, delle dimensioni di 120 × 79 m, è da novembre 2014 un tappeto in erba ibrida con tecnologia GrassMaster; la sua realizzazione è costata 3100000 £.

## Usi alternativi al rugby a 15

### Usi sportivi

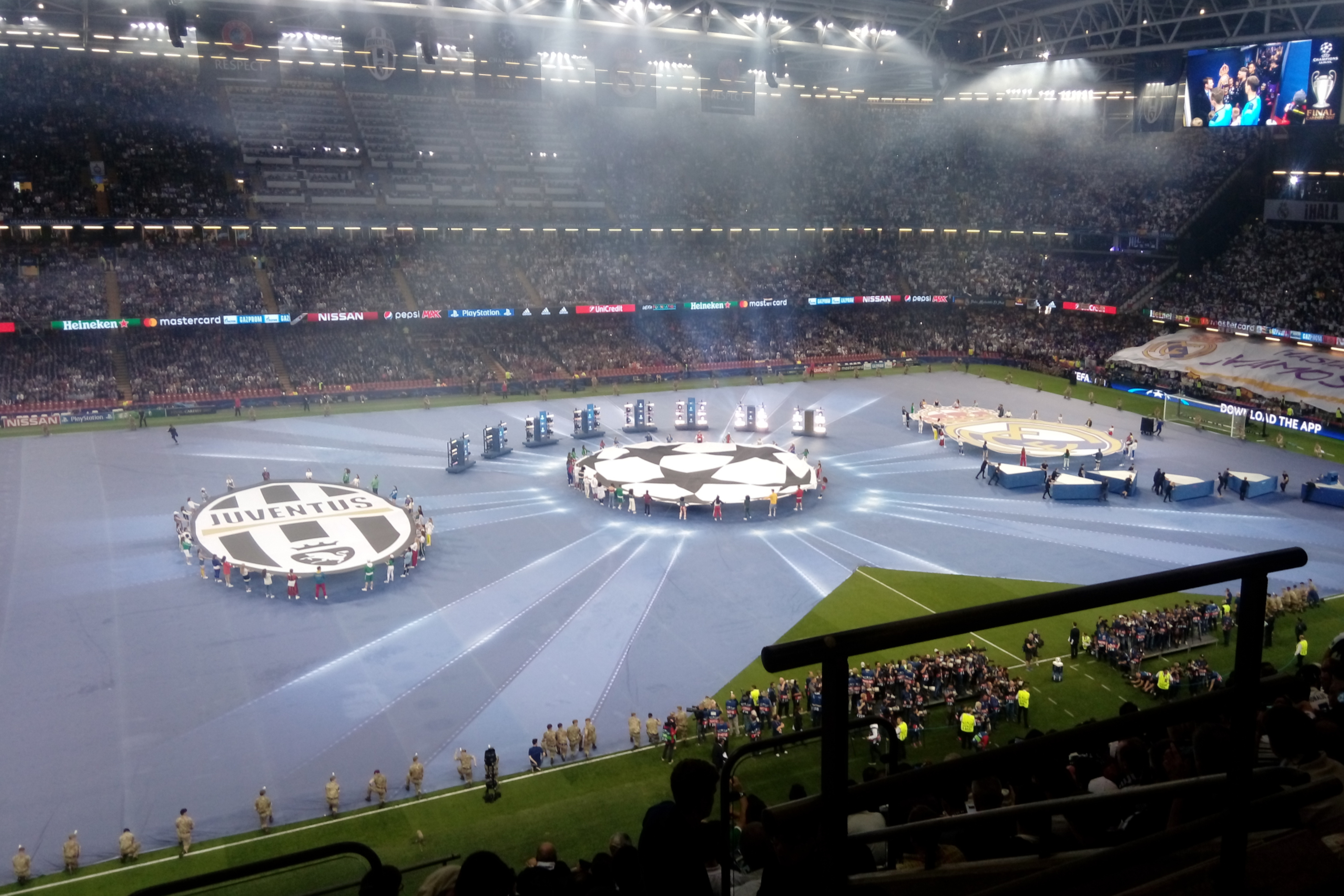
Cerimonia d'apertura della finale 2017 di Champions League tra e

Per nove anni il Millennium ospitò in via quasi esclusiva gli incontri calcistici interni della nazionale gallese: il primo fu nel marzo 2000 contro la Finlandia; tuttavia tale impianto non incontrò mai il favore degli spettatori, in quanto ritenuto troppo dispersivo per una disciplina che in Galles è meno importante del rugby: raramente l'affluenza massima superò un terzo della capacità dello stadio e, dal 2010 in poi, la struttura scelta dalla federcalcio gallese per i propri incontri interni fu, salvo eccezioni, il Cardiff City Stadium; solo in due ulteriori occasioni, la più recente nel 2018 contro la Spagna in amichevole (una sconfitta gallese 1-4), Millennium vide il calcio internazionale di scena.
Nonostante i 50232 spettatori confluiti allo stadio per tale evento, tuttavia, pubblico e giocatori espressero ulteriori perplessità sull'uso di tale struttura, benché la federazione avesse chiaramente fatto presente che la sede più capiente era giustificata dal nome dell'avversario e che gli incontri ufficiali avrebbero continuato a tenersi al Cardiff City Stadium.

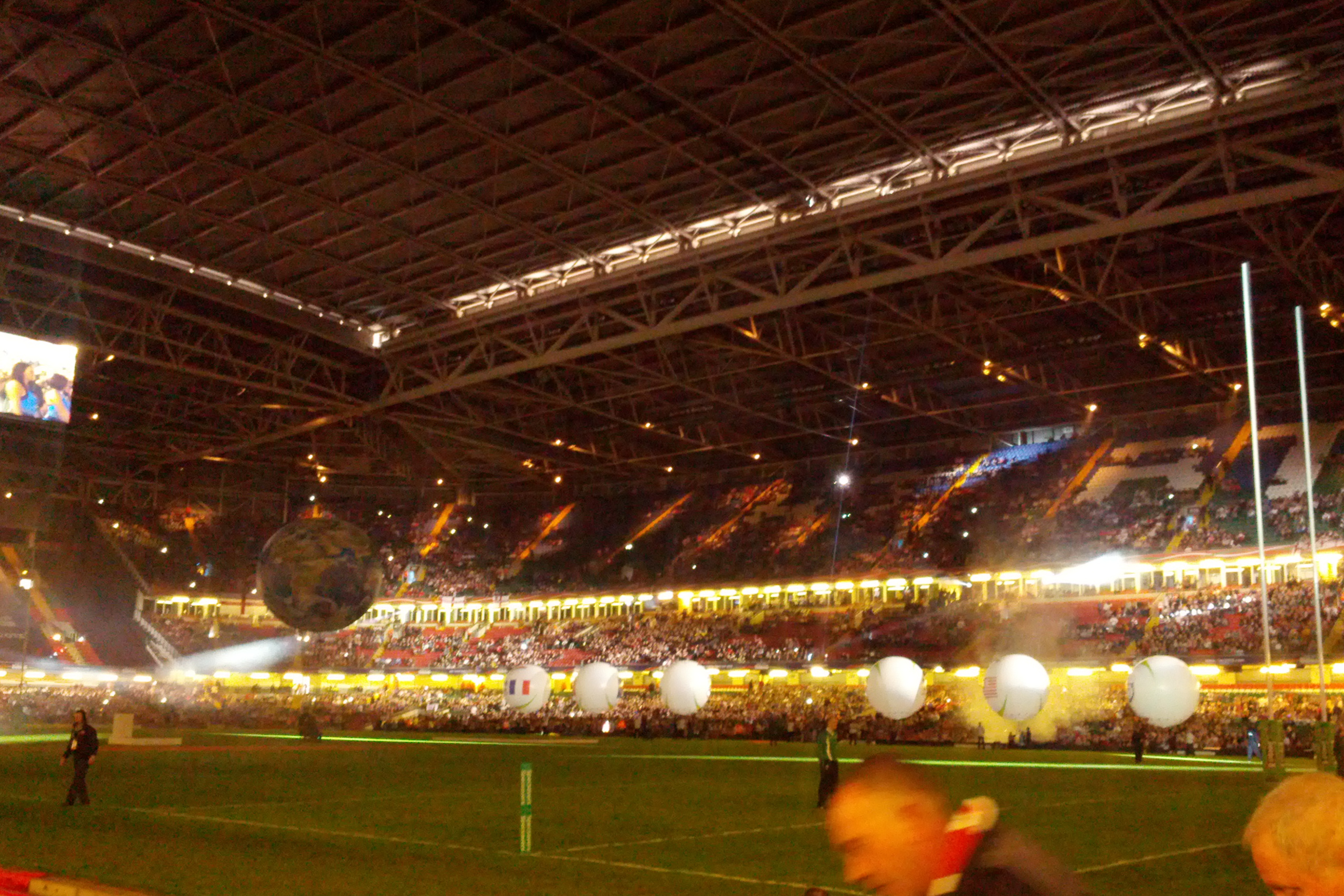
La cerimonia d'apertura della Coppa del Mondo di rugby a XIII del 2013

In occasione dei tornei calcistici maschile e femminile delle Olimpiadi 2012 di Londra il Millennium Stadium costituì uno dei più rilevanti sostegni logistici, essendo stato sede di diversi incontri, tra cui quello d'apertura del torneo femminile e quello per la medaglia di bronzo di quello maschile.
La federazione calcistica gallese propose il Millennium Stadium quale una delle sedi destinate a ospitare il campionato europeo di calcio 2020, per la prima volta organizzato senza un Paese ospite, ma la mancata designazione in favore di Hampden Park a Glasgow e l'Aviva Stadium a Dublino portò il direttore della FAW Jonathan Ford a ipotizzare ragioni politiche per l'esclusione; pochi mesi più tardi, tuttavia, l'UEFA assegnò allo stadio l'organizzazione della finale di Champions League 2016-17.
Millennium Stadium ha ospitato cinque importanti riunioni di pugilato: nel 2006 Matt Skelton batté Danny Williams per la corona dei pesi massimi del Commonwealth; ad aprile 2007 il gallese Joe Calzaghe batté l'americano Peter Manfredo per la corona WBO dei supermedi e successivamente, a novembre dello stesso anno, batté il danese Mikkel Kessler nella difesa del titolo e la riunificazione delle categorie WBO, WBA e WBC; nel 2017 il britannico Anthony Joshua difese il titolo WBO, IBF e IBO dei massimi contro il francese Carlos Takam e, nel 2018, di nuovo Joshua sconfisse il neozelandese Joseph Parker ai punti per la riunificazione del titolo dei massimi WBA e WBO.
Nel 2013 il Millennium fu lo scenario della cerimonia d'apertura della Coppa del Mondo di rugby a XIII, della quale ospitò anche due incontri, in uno dei quali l'Italia sconfisse i padroni di casa del Galles. Dal 2001, inoltre, lo stadio ospita la tappa britannica dello Speedway Grand Prix, competizione motociclistica su fondo non asfaltato.

### Altri usi

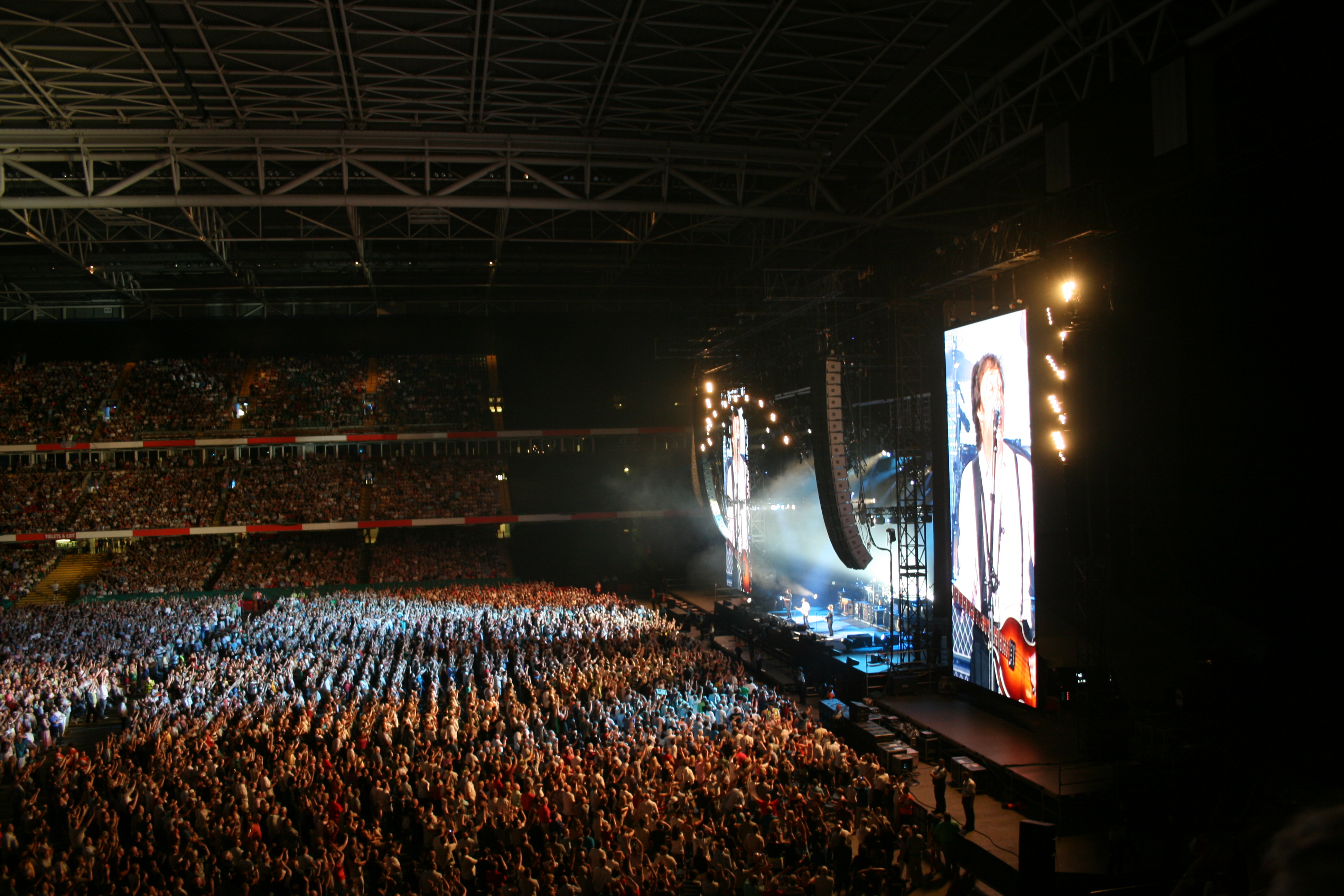
Paul McCartney nel suo Up and Coming Tour (2010)

Il Millennium funge anche da sede di concerti, grazie alla propria capienza e al tetto richiudibile che lo rende idoneo agli spettacoli anche in caso di maltempo.
Tra gli artisti e i gruppi di maggior rilievo esibitisi in tale impianto figurano Paul McCartney, nell'ambito del suo Up and Coming Tour del 2010; Madonna in due occasioni, la prima volta nel 2006 come esordio europeo del Confessions Tour e, due anni più tardi, come tappa dello Sticky & Sweet Tour;  i Rolling Stones due volte, nel 2006 come parte del loro A Bigger Bang Tour, e nel 2018 nel No Filter Tour.
Ancora, i Police scelsero lo stadio di Cardiff come tappa nel 2007 del loro Reunion Tour.
Il 22 gennaio 2005 vi si tenne il Tsunami Relief Cardiff, concerto di beneficenza organizzato in soccorso delle vittime dello tsunami asiatico del dicembre precedente; la manifestazione, cui parteciparono importanti artisti britannici come Eric Clapton, Charlotte Church, Katherine Jenkins, Midge Ure e altri, raccolse donazioni per 1248963 £.
Il 10 dicembre di quello stesso anno si tenne al Millennium l'evento musicale Noise and Confusion, festival musicale Brit-rock destinato a diventare un appuntamento musicale fisso ma che, tuttavia, non ebbe mai un seguito.
A seguito della pandemia di COVID-19 del 2020, e il conseguente blocco di tutte le attività sportive, Millennium Stadium è stato concesso al servizio sanitario gallese per installarvi unità di ricovero da campo destinate ai pazienti colpiti da tale virus, al fine di lasciare liberi gli ospedali di Cardiff e Vale of Glamorgan di trattare emergenze sanitarie di altra natura.
Il 20 aprile 2020 tale struttura, battezzata Dragon’s Heart Hospital, fu ufficialmente aperta e presentata dal rugbista internazionale gallese Jamie Roberts che, fuori dal campo, è medico di professione; in teleconferenza da Londra l'allora principe di Galles Carlo tenne il discorso ufficiale di investitura.
Si tratta della seconda maggior struttura ospedaliera provvisoria del Regno Unito.

## Incontri internazionali di rilievo

### Calcio
| Arbitro: | Ravshan Ermatov |

|                                     |           |  |
| Park Chu-young 38’ Koo Ja-cheol 57’ | Marcatori |  |

| Arbitro: | Kirsi Heikkinen |

|  |           |                      |
|  | Marcatori | 27’ Nagasato 73’ Ōno |

### Rugby a 13
| Arbitro: | Ashley Klein |

|                                 |      |                                                                           |
| B. Evans 15’ Lloyd 38’ Kear 43’ | mt   | 9’, 21’ Guerra 47’ Mantellato 69’ Tedesco 71’ Centrone 80’ M. Minichiello |
| White 15’, 38’                  | tr   | 9’, 21’, 80’ Mantellato                                                   |
|                                 | c.p. | 28’ Mantellato                                                            |

### Rugby a 15
| Arbitro: | André Watson |

|                                        |      |                            |
| Tune 66’ Finegan 80’                   | mt   |                            |
| M.C. Burke 66’, 80’                    | tr   |                            |
| Burke 5’, 15’, 25’, 40’, 46’, 58’, 64’ | c.p. | 2’, 12’, 52’, 61’ Lamaison |

| Arbitro: | Sean Gallagher |

|                                       |      |                     |
| Evans 10’ Flowers 32’ Thomas 41’, 50’ | mt   | 62’ Este            |
| Prosser 38’, 40’                      | tr   | 62’ Tondinelli      |
| Prosser 41’                           | c.p. | 16’, 25’ Tondinelli |

| Arbitro: | Marie Lematte |

|                          |      |                                                 |
| Butchers 31’ Harries 68’ | mt   | 8’ Locatelli 38’ Magatti 46’ Rigoni 80’ Sillari |
| Wilkins 68’              | tr   | 8’ Sillari                                      |
| Wilkins 27’              | c.p. |                                                 |